# Jhitakaiya (Uttar)
Jhitakaiya (Uttar) – gaun wikas samiti w środkowej części Nepalu w strefie Narajani w dystrykcie Bara. Według nepalskiego spisu powszechnego z 2001 roku liczył on 780 gospodarstw domowych i 5132 mieszkańców (2495 kobiet i 2637 mężczyzn).